# Hermann Pinckernelle
Hermann Pinckernelle (* 12. April 1880 in Hamburg; † 31. Oktober 1954 ebenda) war ein deutscher Rechtsanwalt in Hamburg. In der Nachkriegszeit saß er in der Hamburgischen Bürgerschaft, die von der Control Commission for Germany/British Element ernannt worden war.

## Leben

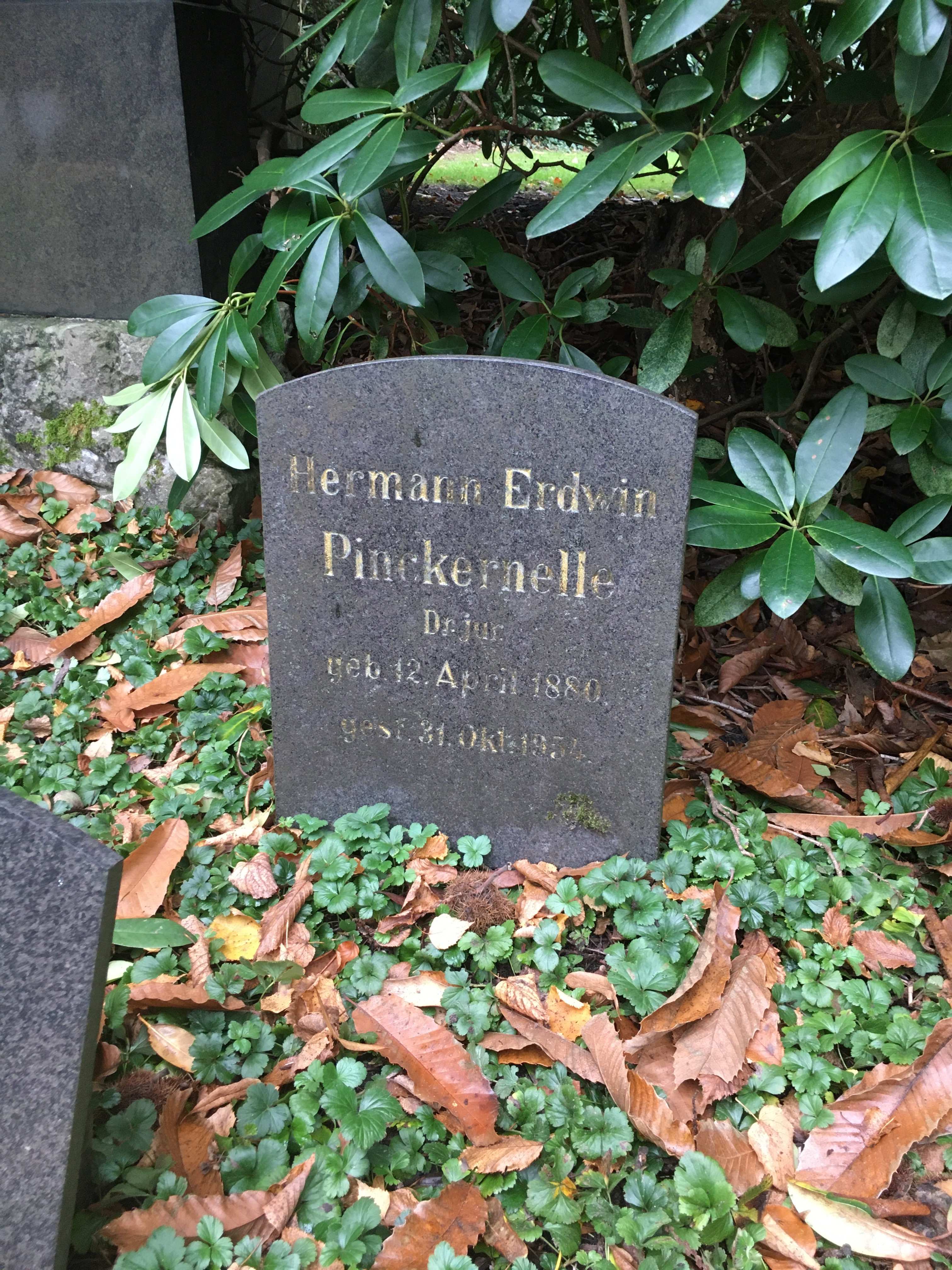
Grabstätte auf dem Friedhof Ohlsdorf

Pinckernelle besuchte die Gelehrtenschule des Johanneums und studierte an der Eberhard Karls Universität Tübingen Rechtswissenschaft. 1898 wurde er im Corps Suevia Tübingen aktiv und wurde wie alle Pinckernelles bei Suevia „Pinkus“ genannt. 1902 wurde er an der Universität Rostock zum Dr. iur. promoviert. Als Leutnant der Landwehr wurde er 1914 im Ersten Weltkrieg schwer verwundet. Nach fünf Operationen durch französische Militärchirurgen wurde er 1916 am Vierwaldstättersee interniert. 1919 wurde er in die Kirchengemeindeleitung der Gemeinde Hamburg-Winterhude und 1920 zum Vorsitzenden gewählt. 1934 nahm er an den Bekenntnissynoden der Deutschen Evangelischen Kirche in Barmen und Berlin-Dahlem teil. Von 1952 bis zu seinem Tod war er stellvertretender Vorsitzender des Verbandes Alter Corpsstudenten. Von der britischen Besatzungsmacht wurde Pinckernelle im Februar 1946 in die Ernannte Hamburgische Bürgerschaft berufen. Dort gehörte er zunächst der „Fraktion der Parteilosen an“, bis er sich im Juni 1946 mit der Gruppe um den Ersten Bürgermeister Rudolf Petersen der CDU anschloss.
Hermann Pinckernelle wurde in der Familiengrabstätte auf dem Friedhof Ohlsdorf im Planquadrat X 8 beigesetzt.

## Werke
- Die rechtliche Stellung des Erben eines Gesellschafters nach dem BGB, und dem HGB. Rostock Hinstorff 1902, zugl. Dissertation Universität Rostock.